# Vitry-le-François
Vitry-le-François – miejscowość i gmina we Francji, w regionie Grand Est, w departamencie Marna.
Według danych na rok 1990 gminę zamieszkiwały 17 033 osoby, a gęstość zaludnienia wynosiła 2641 osób/km².

## Znani
- Abraham de Moivre, matematyk.
- René Gâteaux, matematyk.
- Guy Georges, seryjny morderca.
- Vitry-le-François